# Маја Рудолф
Маја Рудолф (енгл. Maya Rudolph; 27. јул 1972) америчка је глумица и комичарка, позната као једна од чланица глумачке поставе скеч-комедије Saturday Night Live, у којој је наступала од 2001. до 2007. године. Од 2011. до 2013. године играла је једну од главних улога у ситкому Целу ноћ будни, а такође се појавила и у филмовима Идиократија, Савршен дом, Деверуше, Маторани и Маторани 2.

## Филмографија
| Филмови             |                            |               |                        |                                                                           |
| Година              | Српски назив               | Изворни назив | Улога                  | Напомене                                                                  |
| 1997                | Добро да боље не може бити |               | полицајка              |                                                                           |
| 2007                | Шрек 3                     |               | Златокоса (глас)       |                                                                           |
| 2010                | Маторани                   |               | Дијан Макензи          |                                                                           |
| 2011                | Деверуше                   |               | Лилијан Донован        | номинација - Награда Удружења филмских глумаца за најбољу филмску поставу |
| 2013                | Маторани 2                 |               | Дијан Макензи          |                                                                           |
| 2016                | Angry Birds филм           |               | Матилда (глас)         |                                                                           |
| 2018                | Живот је журка             |               | Кристина Давенпорт     |                                                                           |
| 2019                | Лего филм 2                |               | Мама, глас Дороти Гејл |                                                                           |
| 2019                | Штреберке                  |               | мотивациона говорница  |                                                                           |
| 2019                | Angry Birds филм 2         |               | Матилда (глас)         |                                                                           |
| 2020                | Вилобијеви                 |               | Линда (глас)           |                                                                           |
| 2021                | Лука                       |               | Данијела Пагуро (глас) |                                                                           |
| 2022                | Зачарана 2                 |               | Малвина Монро          |                                                                           |
| 2023                | Нинџа корњаче: Хаос        |               | Синтија Утром (глас)   |                                                                           |
| Телевизијске серије |                            |               |                        |                                                                           |
| 2007                | Симпсонови                 |               | Јулија                 | епизода Homer of Seville                                                  |